# Kasteelhoek
De kasteelhoek in de West-Vlaamse gemeente Beerst wordt begrensd in het zuiden door de Zijdeling, in het oosten door de Oostendebaan, in het westen door de IJzer en in het noorden door de Ommegangstraat.

## Geschiedenis
Wanneer we de streekkaart van februari 1792, getekend door Philebert Kemele, bekijken, bemerken we zeer veel hofsteden:
- twee hofsteden van den heere Baron Kiesegem;
- een hofstede van de heere graeve van Staeden;
- een hofstede van de heer Aerents
- een hofstede van Sieur Couchier;
- een kasteel genaamd “Casteelgoet van d’heers Biesbrouck”.

In het boek de “Nieuwen terrer” vinden we deze hofsteden terug. Iedere hofstede had wallen, waardoor alle hoven in dit gebied geleken op kastelen. De naamgeving van dit gebied in Beerst, komt door de treffende gelijkenis van de reeds verdwenen hoven met kastelen.
Bij andere mensen heet deze hoek "de Rivierhoek". Deze naam zou afkomstig zijn van een zeker Riviere, die er woonde rond de jaren 1700. Hij was gehuwd met een Vanhaeverbeke uit Beerst. De kinderen woonden allen op de uitgestrekte eigendom van hun vader. Zo bleef de gehele familie tezamen.